# Febbre da rigore
Febbre da rigore (3 zéros) è un film del 2002 diretto da Fabien Onteniente.

## Trama
Tibor Kovacs è un ragazzo di origine ungherese che è rinchiuso in un carcere di Parigi per piccoli reati. Manca poco al suo rilascio, e il suo amico Manu, conoscendo l'abilità di Tibor nel calcio, vuole fargli fare carriera in un grande club europeo.
All'inizio, Tibor viene contattato da un procuratore, il quale lo vorrebbe ingaggiare nell'Olympique Marseille. Tibor ha già firmato, ma giorni dopo, l'amico Manu gli fa conoscere un altro procuratore (Gèrard Darmon) il quale gli spiega che il procuratore del Marsiglia inganna i giocatori vendendoli poi ai club dell'Europa dell'Est, come il Beşiktaş. Oscar, questo è il nome del procuratore, convince il manager del Marseille ad annullare il contratto di Tibor. Egli stesso riesce a far ingaggiare il giovane ragazzo dal Paris Saint-Germain.
Tibor fa il suo esordio con il PSG contro il Barcellona, partita che termina 3 a 1 per i francesi e dove Tibor segna due gol. Intanto c'è un calciatore di origini ivoriane del Paris, bomber del club, che non vede di buon occhio il giovane Tibor, poiché questo potrebbe rubargli il posto in squadra. Oscar ha paura per il giovane Tibor, e vuole trovare un modo per salvarlo dal calciatore ivoriano. Così riesce ad ottenere un video in cui il calciatore africano copula con la figlia del presidente del PSG. Tibor si salva, parallelamente la Juventus è interessata a comprarlo. Ma alla fine, Tibor capisce che il mondo del calcio, per quanto lo abbia reso ricco e famoso, nasconde delle trappole ben piazzate che possono rovinare una persona.
Il film si conclude con Tibor che gioca a calcio per strada con gli amici.